# Clara van Brunswijk-Lüneburg
Clara van Brunswijk-Lüneburg (1 januari 1550 - Franzburg, 26 oktober 1598) was een Duitse hertogin uit de Welfendynastie. Clara was de oudste dochter van hertog Frans van Brunswijk-Lüneburg en Clara van Saksen-Lauenburg. Vanwege haar huwelijken werd Clara vorstin van Anhalt en hertogin van Pommeren.

## Huwelijken en kinderen
Op 18 mei 1565 trouwde Clara in Dessau met vorst Bernhard VII van Anhalt. Ze kregen een zoon, die echter al een jaar na zijn geboorte overleed:
- Frans George (1567-1568)

Bernhard overleed in 1570, en op 8 september 1572 hertrouwde ze met hertog Bogislaw XIII van Pommeren. Het paar kreeg elf kinderen:
- Filips II (1573-1618), hertog van Pommeren-Stettin
- Clara Maria (1574-1623), getrouwd met Sigismund Augustus van Mecklenburg-Schwerin (1576-1603) en August van Brunswijk-Wolfenbüttel (1579-1666)
- Catharina (1575-1577)
- Frans (1577-1620), administrator van Kammin (1602-1618) en hertog van Pommeren-Stettin (1618-1620)
- Erdmuthe (1578-1583)
- Bogislaw XIV (1580-1637), laatste zelfstandige hertog van Pommeren (1620-1637)
- George II (1582-1617)
- Johan Ernst (1586-1590)
- Sophia Hedwig (1588-1591)
- Ulrich (1589-1622), administrator van Kammin (1618-1622)
- Anna (1590-1660), gehuwd met Ernst van Croÿ (1588-1620)